# タバパドン
タバパドン（英: Tavapadon、開発コード ：CVL-751、PF-06649751）は、パーキンソン病の適応で開発中のドーパミン受容体作動薬のこと 。2018年にファイザーからライセンスアウトされ、セレベル・セラピューティクスにより開発されている。投与経路は経口投与。
タバパドンは、高い選択性を持つ部分作動薬で、ドーパミンのD1受容体（Ki = 9 nM; IA= 65%）およびD5受容体（Ki = 13 nM; IA = 81%）に作用する。 D2様受容体（D2受容体、D3受容体、D4受容体）にはほぼ影響を及ぼさない（Ki ≥ 4,870から6,720 nM） 。
2024年12月時点、タバパドンはアメリカにおいてパーキンソン病の適応で第3相臨床試験中が完了し、データ解析中である。

## 臨床試験

### 第III相臨床試験
- 概要

TEMPO-2 試験では、早期パーキンソン病の成人患者を対象に、単剤療法としてタバパドンをフレキシブル用量 (5mg ～ 15mg、1日1回) で投与した場合の有効性、安全性、忍容性を評価した。主要評価項目はMDS-UPDRS パート II とパート III の複合スコアのベースラインからの変化。
- 結果

プラセボ群: -1.2、タバパドン 5～15 mg群: -10.3、P値<0.0001で統計的に有意に減少 (改善)し主要評価項目を達成した。また、副次評価項目として設定されていた、MDS-UPDRS パート II スコアのベースラインからの変化と、患者の全般的変化印象 (PGIC) も統計的に有意かつ臨床的に意味のある改善が示され、達成した。  